# Currie Cup 1936
La Currie Cup de 1936 fue la decimonovena edición del principal torneo de rugby provincial de Sudáfrica.
El campeón fue el equipo de Western Province quienes obtuvieron su décimo sexto campeonato.

## Sistema de disputa
El torneo se disputó en formato liga donde cada equipo se enfrentó a los equipos restantes, obteniendo 2 puntos por victoria, 1 por empate y 0 por la derrota.

## Clasificación
| Pos. | Equipo                  | Encuentros | Encuentros | Encuentros | Encuentros | Tantos | Tantos | Tantos | Puntos |
| Pos. | Equipo                  | PJ         | PG         | PE         | PP         | F      | C      | Dif    | Puntos |
| ---- | ----------------------- | ---------- | ---------- | ---------- | ---------- | ------ | ------ | ------ | ------ |
| 1.º  | Western Province        | 7          | 6          | 1          | 0          | 135    | 23     | +112   | 13     |
| 2.º  | Transvaal               | 7          | 4          | 1          | 2          | 105    | 64     | +41    | 9      |
| 3.º  | Natal                   | 7          | 4          | 1          | 2          | 63     | 71     | -8     | 9      |
| 4.º  | Border                  | 7          | 4          | 0          | 3          | 84     | 35     | +49    | 8      |
| 5.º  | Orange Free State       | 7          | 3          | 0          | 4          | 52     | 91     | -39    | 6      |
| 6.º  | South Western Districts | 7          | 2          | 0          | 5          | 48     | 117    | -69    | 4      |
| 7.º  | Griqualand West         | 7          | 1          | 2          | 4          | 26     | 83     | -57    | 4      |
| 8.º  | Eastern Province        | 7          | 1          | 1          | 5          | 34     | 63     | -29    | 3      |

## Campeón
| Bandera de Sudáfrica     |
| Campeón Western Province |
| Décimo sexto título      |